# Sommer (Künstlerfamilie)

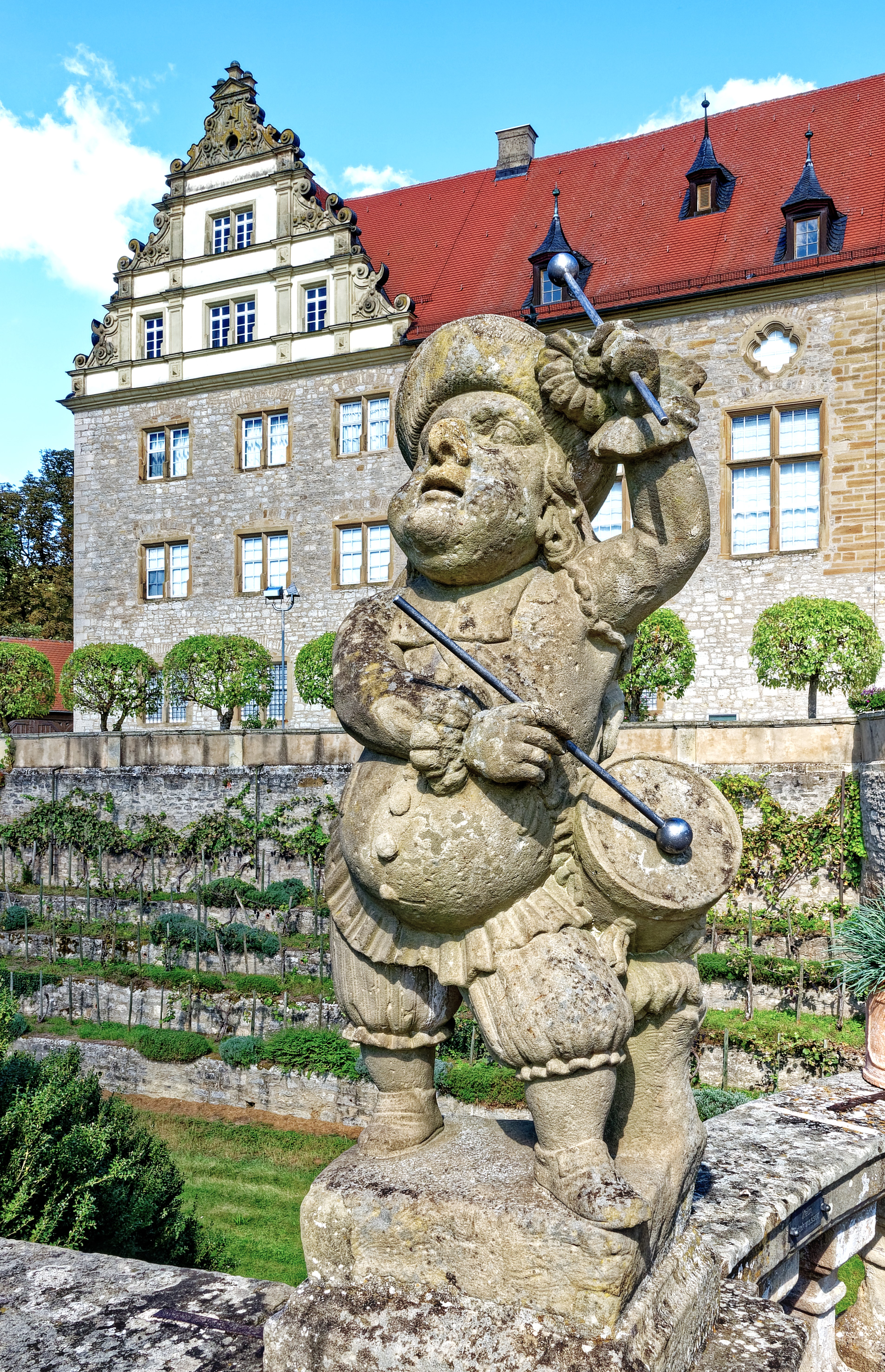
Der Trommler in der Zwergengalerie Schloss Weikersheim von Jacob Sommer und Söhnen.

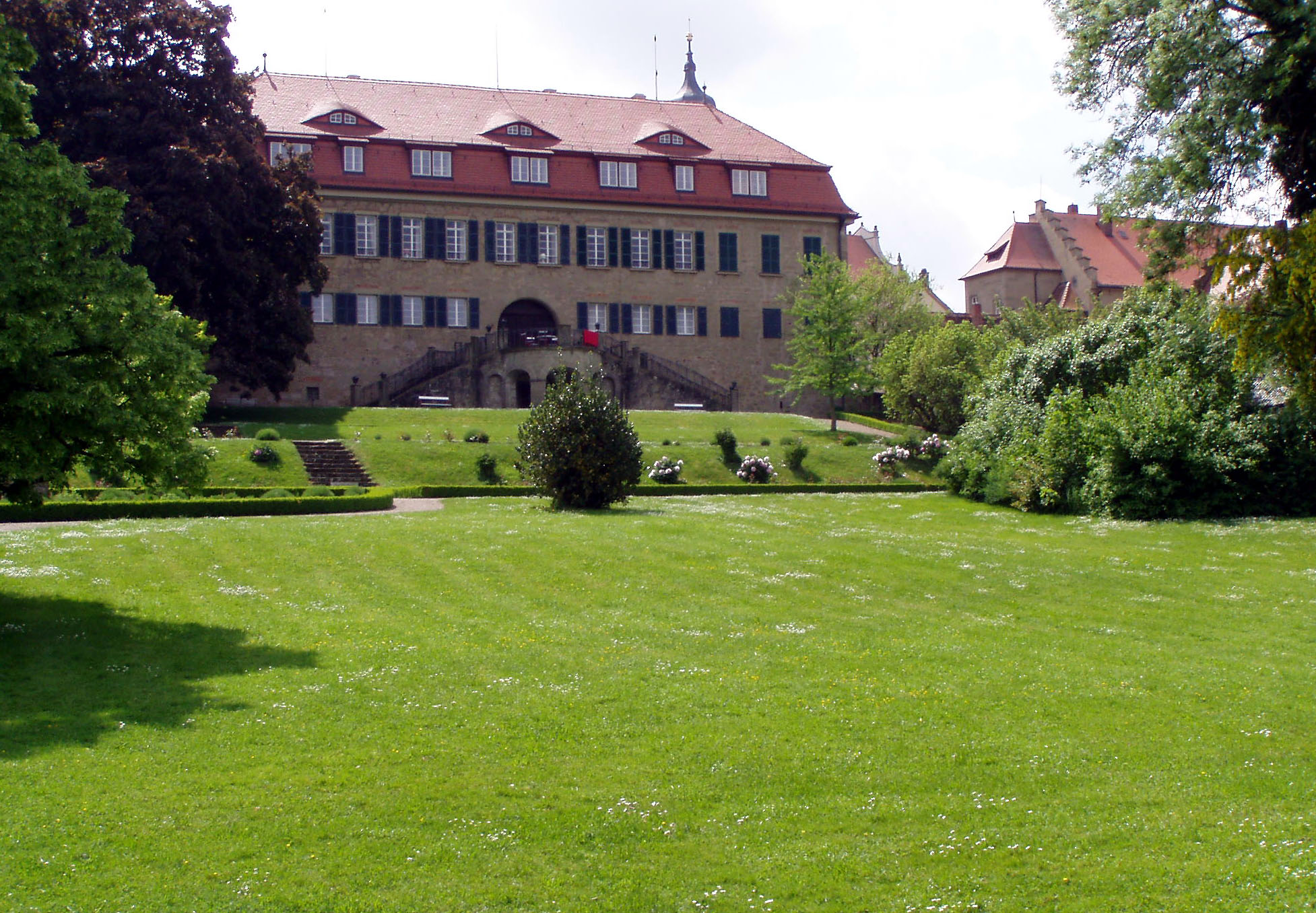
Schloss Castell von Baumeister Peter Sommer

Die Künstlerfamilie Sommer war eine fränkische Familie von Bildhauern, Baumeistern und Kunstschreinern, die im 17. bis 19. Jahrhundert vor allem in Künzelsau wohnte und Werke dort sowie in Castell, Stetten im Remstal, Weikersheim und anderen Orten fertigte. Das Museum Hirschwirtscheuer in Künzelsau, das vom Förderverein Künstlerfamilie Sommer e. V. und der Stiftung Würth getragen wird, wurde für Dauerausstellungen mit Werken der Familie Sommer konzipiert. Mit Stand 2011 nehmen deren Werke im Verhältnis zu den aktuellen Ausstellungen, die dort gezeigt werden, nur noch geringen Raum ein.

## Mitglieder der Künstlerfamilie Sommer
- Sommer, Eberhardt (1610–1677), Schreiner
  - Sommer, Johann Daniel (1643–?), Schreiner
  - Sommer, Johann Jacob (1645–1715), Bildhauer
    - Sommer, Johann Friedrich (1671–1737), Bildhauer
      - Sommer, Johann Friedrich (1697–1732), Arzt

    - Sommer, Johann Heinrich (1675–1714), Amtmann
      - Sommer, Johann Michael (1706–1741), Schreiner

    - Sommer, Georg Christoph (1677–1743), Bildhauer
    - Sommer, Philipp Jacob (1686–1751), Bildhauer
      - Sommer, Johann Andreas (1716–1776), Bildhauer
        - Sommer, Philipp Christoph (1752–1816), Bildhauer
        - Sommer, Johann Heinrich (1754–1827), Bildhauer

  - Sommer, Johann Peter (1650–1697), Schreiner, Baumeister
    - Sommer, Johann Marcus (1677–1754), Schreiner
    - Sommer, Johann Ernst (1690–?), Schreiner

  - Sommer, Michael (1653–1723), Schreiner, Baumeister
    - Sommer, Johann Andreas (1674–1737), Schreiner
      - Sommer, Johann Caspar (1701–1756), Schreiner

    - Sommer, Johann Eberhard (1675–1723), Schreiner
    - Sommer, Johann Adam (1677–1740), Schreiner
    - Sommer, Georg Albrecht (1691–1742), Schreiner

  - Sommer, Jörg Eberhard (1657–1681), Schreiner
- Sommer, Hans Eberhard (1614–1693), Büchsenschifter